# Langrune-sur-Mer
Langrune-sur-Mer ist eine französische Gemeinde mit 1893 Einwohnern (Stand: 1. Januar 2022) im Département Calvados in der Region Normandie. Sie gehört zum Arrondissement Caen und zum Kanton Courseulles-sur-Mer. Die Einwohner werden Langrunais genannt.

## Geografie
Langrune-sur-Mer liegt etwa 15 Kilometer nördlich von Caen als Seebad am Ärmelkanal (Abschnitt der Perlmuttküste – Côte de Nacre). Umgeben wird Langrune-sur-Mer von den Nachbargemeinden Luc-sur-Mer im Osten, Douvres-la-Délivrande im Süden und Südwesten sowie Saint-Aubin-sur-Mer im Westen und Nordwesten.
Durch die Gemeinde führt die frühere Route nationale 814 (heutige D514).

## Bevölkerungsentwicklung
| Jahr                      | 1962 | 1968 | 1975 | 1982 | 1990 | 1999 | 2006 | 2012 | 2019 |
| Einwohner                 | 1012 | 950  | 1047 | 1349 | 1539 | 1706 | 1690 | 1743 | 1934 |
| Quelle: Cassini und INSEE |      |      |      |      |      |      |      |      |      |

## Sehenswürdigkeiten

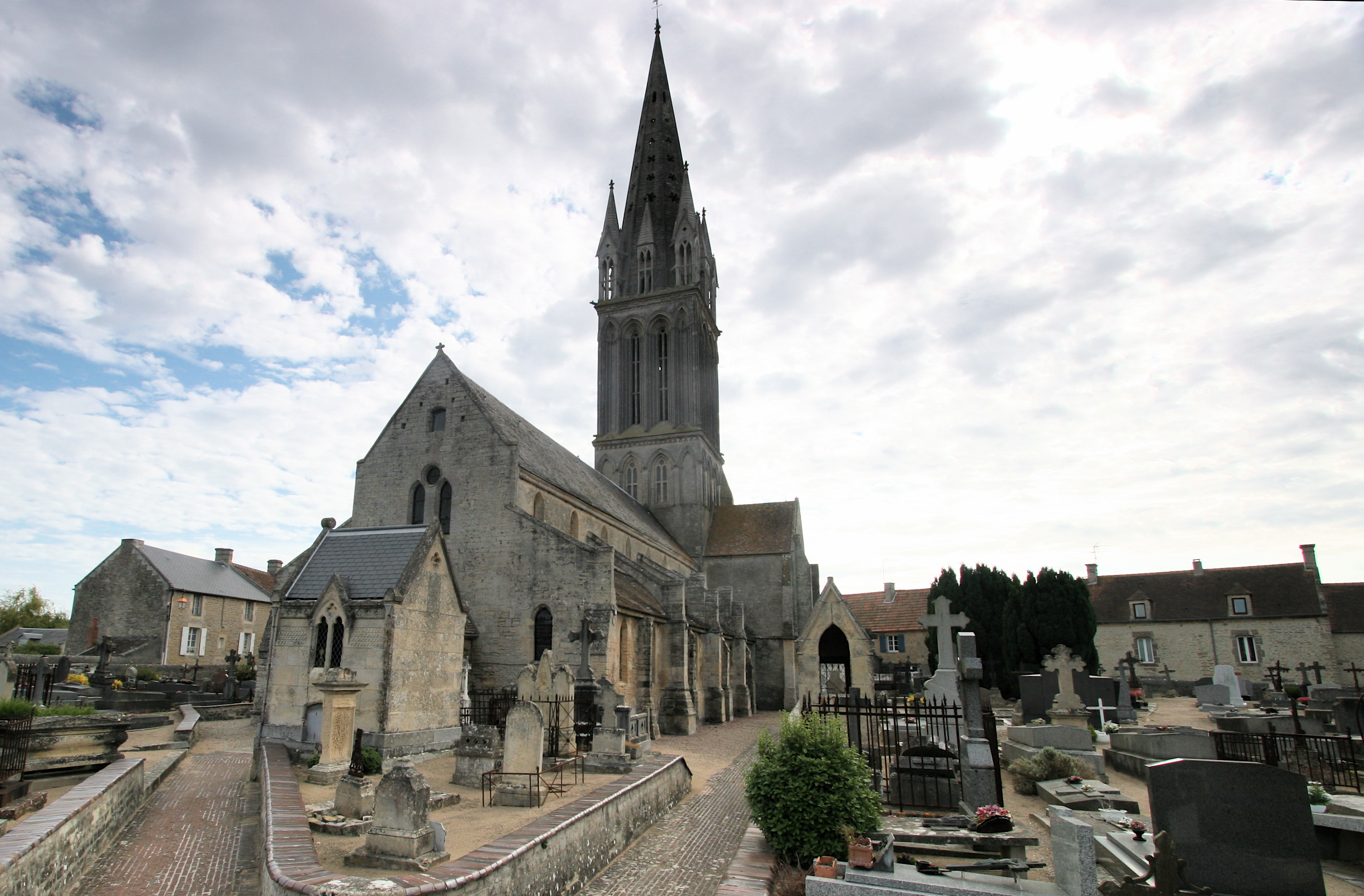
Kirche Saint-Martin

- denkmalgeschützte[2] Kirche Saint-Martin aus dem 13. Jahrhundert

## Gemeindepartnerschaft
Mit der britischen Gemeinde Fishbourne in West Sussex (England) besteht seit 1998 eine Gemeindepartnerschaft.

## Persönlichkeiten
- Lydie Auvray (* 1956), Akkordeonistin